# Упгант-Шотт
Упгант-Шотт (нім. Upgant-Schott) — громада в Німеччині, розташована в землі Нижня Саксонія. Входить до складу району Аурих. Складова частина об'єднання громад Брокмерланд.
Площа — 24,78 км2. Населення становить 3810 ос. (станом на 31 грудня 2021).

## Галерея

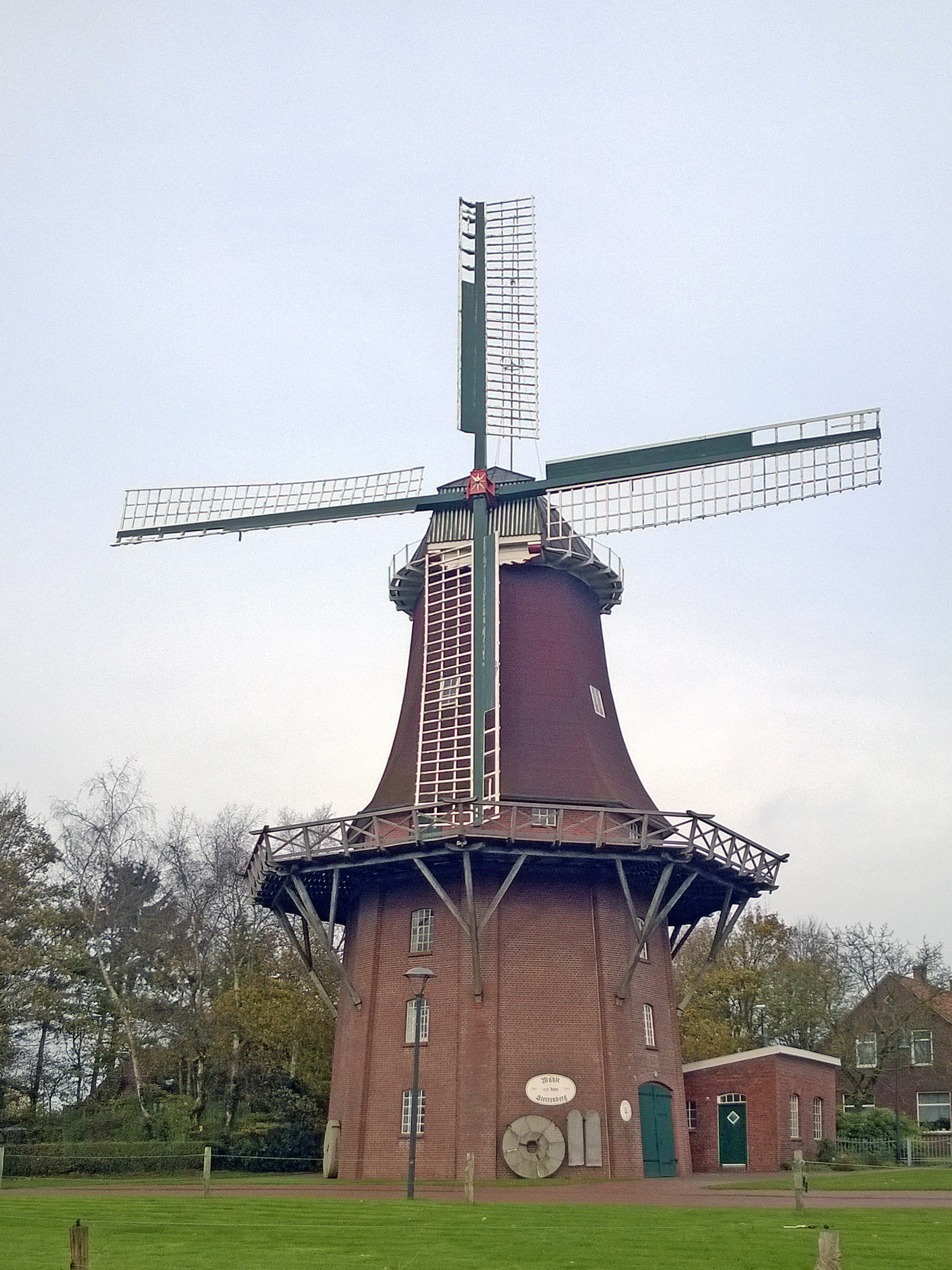